# Samsung Galaxy M10
O Samsung Galaxy M10 é um smartphone Android produzido pela Samsung Electronics, que faz parte da série Samsung Galaxy M de smartphones económicos exclusivos em linha. Foi apresentado em 28 de janeiro de 2019 e lançado em 5 de fevereiro do mesmo ano.

## Especificações
O telefone é alimentado por um chipset Exynos 7870 octa-core de 1,6 GHz, que é baseado num processo de 14 nm e oferece oito núcleos ARM Cortex-A53 com uma frequência de 1,6 GHz. O telefone está equipado com um ecrã Infinity-V HD+ de 6,2 polegadas (720x1520 pixels) com uma proporção de 19:9 e funciona com Android 8.